# Хумми
Хумми́, Хоми́ — озеро в России, в Хабаровском крае.
Площадь зеркала 117 км², площадь водосбора — 1560 км² глубина до 3,9 м. Расположено в пойме Амура по правую сторону от реки, в 32 км к юго-востоку от Комсомольска-на-Амуре. Соединено с Амуром несколькими протоками. Дно илистое, местами песчаное или каменистое. Площадь и уровень воды озера зависят от уровня воды Амура — в период паводков воды реки наполняют озеро, что приводит к увеличению его площади.
Уникальной особенностью озера является речная дельта редко встречающегося типа, расположенная в нём. Она образована впадающей протокой из основного русла Амура. Протока втекает в озеро по длинной узкой извилистой песчано-илистой косе, протяжённостью 4,5 км. В центральной части озера протока разделяется на три более узких, напоминающих лучи офиуры. В переводе с нанайского «Хумиэ» означает наносы, возможно озеро так названо благодаря этой обширной илистой дельте, заполняющей значительную часть акватории озера Хумми.

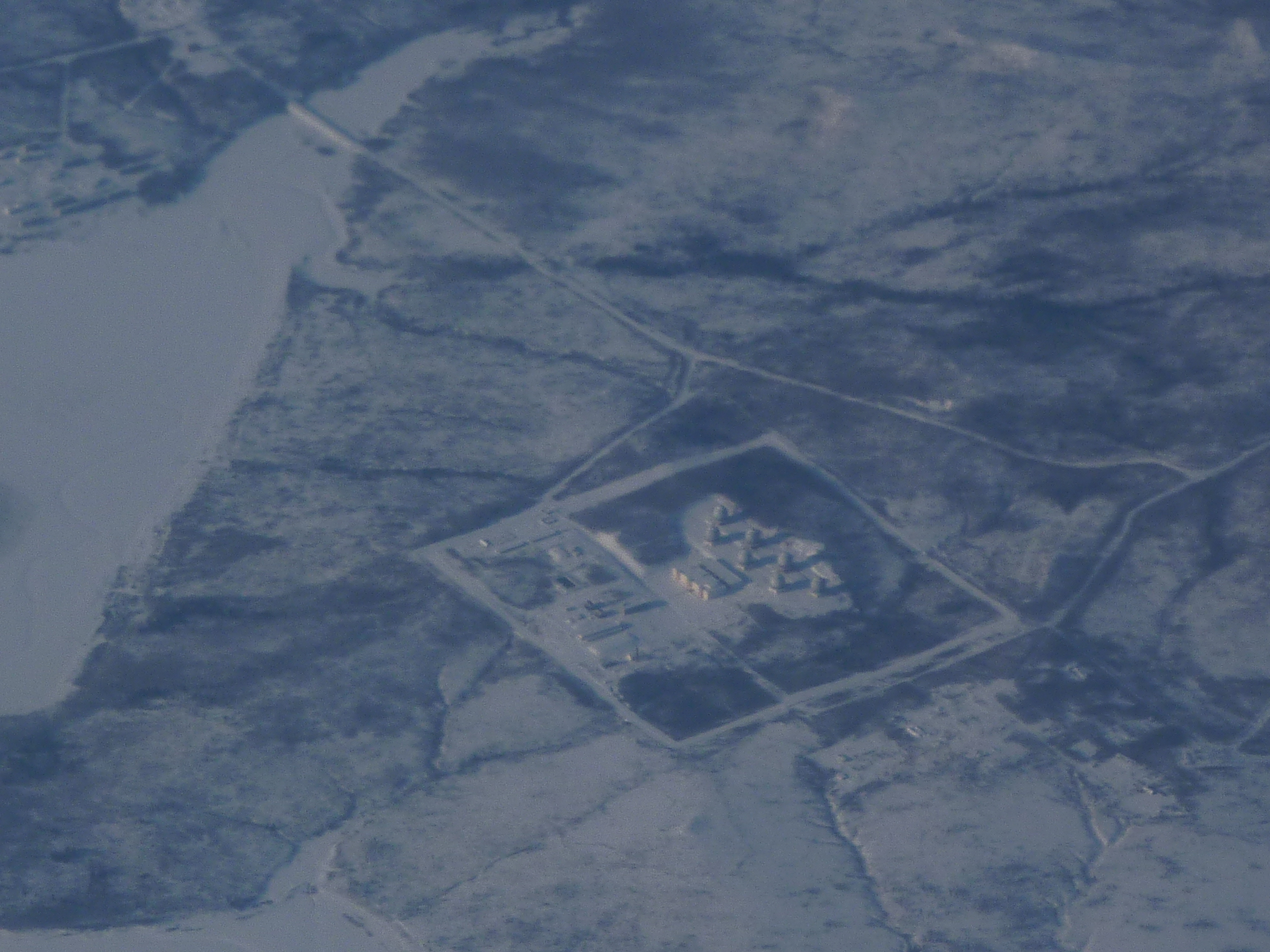
На берегах озера Хумми